# Batalha de Vitória
A Batalha de Vitoria foi travada no dia 21 de junho de 1813, no âmbito da Guerra Peninsular. Um exército Aliado composto por tropas britânicas, portuguesas e espanholas, comandado pelo Tenente-general Sir Arthur Wellesley, derrotou um exército francês, sob comando do então rei de Espanha, José Bonaparte, coadjuvado pelo Marechal Jean-Baptiste Jourdan, seu chefe de estado-maior. A batalha foi travada à volta da cidade espanhola de Vitória e terminou com a fuga do exército francês, criando uma situação que contribuiu para o fim da Guerra Peninsular e até das Guerras Napoleónicas.

## O Campo de Batalha

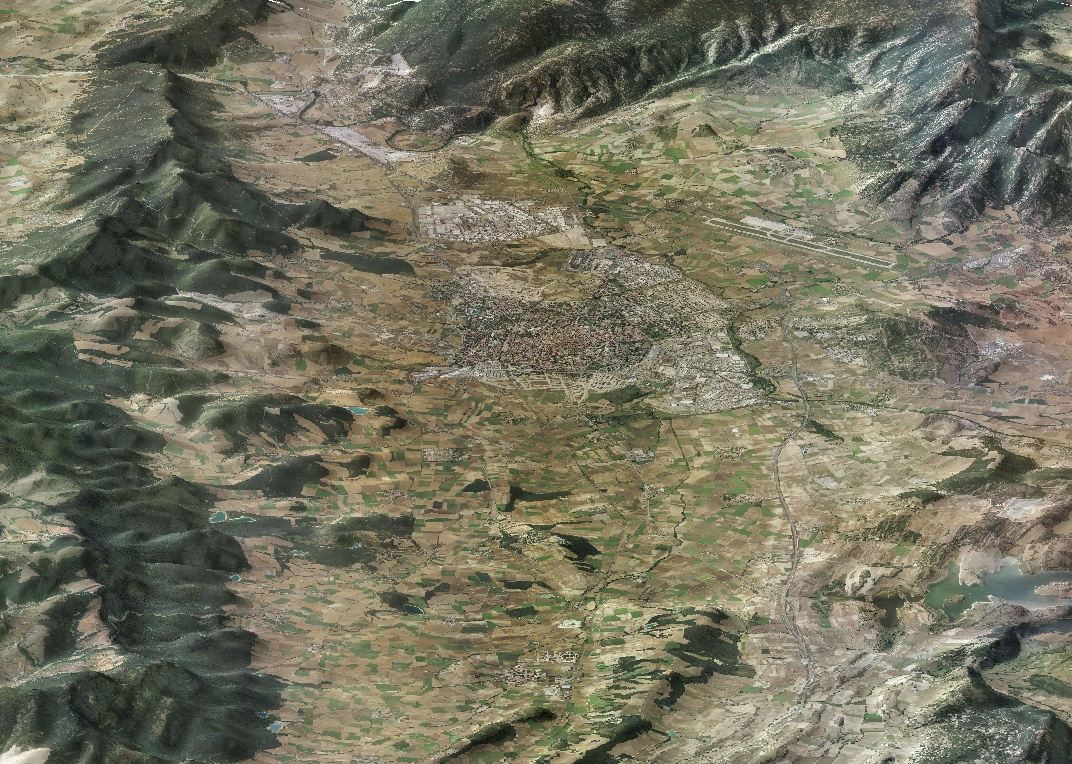
A cidade de Vitoria actual. No canto superior esquerdo da imagem vê-se perfeitamente o desfiladeiro de La Puebla.

A cidade de Vitória situa-se na província de Alava, no País Basco. Na língua basca o nome da cidade é Gasteiz. Oficialmente a cidade é mencionada como Vitoria-Gasteiz.
A cidade situa-se no extremo Este de uma planície limitada a Norte e a Oeste pelo rio Zadorra e pelos terrenos elevados a partir da outra margem e a Sul por terrenos elevados designados como colinas de Puebla de Argazón, normalmente referidos como colinas de La Puebla. Os combates ocorreram quase na totalidade nestas colinas e na planície a Oeste da cidade.
O rio Zadorra corre de Este para Oeste e, perto da povoação Três Puentes, faz uma curva apertada e toma a direcção Sudoeste. A Oeste das colinas de La Puebla, situa-se o desfiladeiro com esse mesmo nome, por onde corre o rio Zadorra. No percurso deste rio, entre a região a Norte da cidade de Vitoria e a povoação de La Puebla, existiam numerosas pontes por onde se podia atravessar o rio. Ainda existe a ponte em Três Puentes, também conhecida nos meios anglo-saxónicos como Kempt’s Bridge.
Da cidade de Vitória irradiam cinco importantes estradas pelas quais se chegava a Bilbau, Burgos, Madrid, Zaragoza, Pamplona e Bayonne. Os terrenos elevados à volta da planície permitiam o avanço relativamente fácil da Infantaria. Já a Artilharia e as formações de cavalaria tinham de se limitar mais aos caminhos existentes.

## Antecedentes
Após a Batalha de Salamanca (22 de Julho de 1812), os Franceses evacuaram Madrid e o exército aliado entrou na capital espanhola em 12 de Agosto. A contra-ofensiva francesa, no entanto, obrigou Wellesley a levantar o cerco que tinha colocado a Burgos, a abandonar Madrid e recuar até Ciudad Rodrigo onde chegou a 19 de Novembro. Aí reorganizou o seu exército.
Nos próximos seis meses houve pouco contacto entre o Exército Aliado e o Exército Francês. Entretanto tinham chegado notícias do desastre da campanha da Rússia e o objectivo de empurrar os Franceses para além dos Pirenéus apresentava-se mais próximo.
No dia 24 de Maio, o General de brigada Jean-Louis Villatte, cuja divisão se encontrava em Salamanca, assegurava que os aliados marchavam em grande força contra a cidade. Foram dadas ordens para concentração das forças e o rei José Bonaparte ordenou ao general Clausel (comandante do L’Armée du Nord) que enviasse seis divisões de infantaria. Villate tinha razão ao afirmar que Wellesley se dirigia para Salamanca mas a maior parte da força Aliada, cerca de 50 000 homens sob comando do General Thomas Graham, encontravam-se na margem Norte do Douro.
A coluna sob comando do general Graham deslocou-se através de Trás-os-Montes e passou em Bragança e Miranda do Douro no dia 26 de Maio. No dia 29, esta força encontrava-se em Toro, a Norte do Douro. O Exército Aliado marchava mais a Norte do que os Franceses esperavam. O seu abastecimento era agora feito a partir dos portos do Norte de Espanha. No dia 15 de Junho encontravam-se à beira do vale do Ebro.
José Bonaparte tinha estabelecido que o seu exército iria defender a linha do Ebro entre Frais e Haro mas, cerca de 30 km para além do seu limite direito, os Aliados atravessavam aquele rio sem oposição. Após colocar forças de vigilância para evitar ser surpreendido pelo Exército de Clausel, Wellesley marchou com as restantes forças em direcção a Vitoria. Clausel encontrava-se em Pamplona de onde dirigia uma acção contra as guerrilhas no Norte de Espanha. Só a 15 de Junho recebeu as cartas de José Bonaparte solicitando as suas divisões. Não chegaria a tempo.
Foi decidido concentrar as forças francesas na planície de Vitória a pouco mais de 100 km da fronteira francesa. A sua intenção era ganhar tempo para que os volumosos trens se adiantassem o mais possível em direcção à fronteira. A necessidade de manter as linhas de comunicações com França obrigava-os a retirar. Vitória era uma cidade onde confluíam importantes estradas e por isso era o melhor local para as forças do General Clausel se juntarem às forças de José Bonaparte.
Os Franceses dispuseram as suas forças em profundidade. O Exército de Gazan (L’Armée du Sud) foi disposto por forma a cobrir o acesso à cidade pelo desfiladeiro de La Puebla. O Exército de d'Erlon (L’Armée du Centre) foi posicionado em segunda linha e o Exército de Reille (L’Armée du Portugal) ficou em terceira linha, perto da povoação de Zuavo de Alba, a pouco menos de 5 km de Vitoria.

## As forças em presença

### Forças Aliadas[4]
O exército sob o comando de Wellesley tinha um efectivo aproximado de 80 000 homens. Destes, 27 500 eram Portugueses e 7 000 eram Espanhóis. Dispunha também de 90 bocas de fogo de artilharia. Para esta batalha, Wellesley articulou as suas forças em quatro colunas.
COLUNA DA DIREITA – sob comando do Tenente-general Sir Rowland Hill. As suas forças de manobra - infantaria e cavalaria - somavam 22 519 homens. Era constituída por:
- 2ª Divisão de Infantaria, sob comando do Tenente-general William Stewart, compreendia três brigadas britânicas e uma brigada portuguesa. Esta era comandada pelo Brigadeiro-general Charles Ashworth e era composta pelos 1&2/RI 6 (1º e 2º batalhões do Regimento de Infantaria 6), pelos 1&2/RI 18 e por Caçadores 6 (Batalhão de Caçadores 6);
- Divisão de Infantaria Portuguesa, sob comando do Tenente-general Francisco da Silveira. Era constituída por duas brigadas de infantaria;
- Divisão de Infantaria Espanhola, sob comando do Major-general Pablo Morillo;
- Duas brigadas de cavalaria, a dois regimentos cada;
- A artilharia disponível, englobava uma bateria de campanha britânica, duas baterias de campanha portuguesas e uma bateria a cavalo britânica.

COLUNA DO CENTRO-DIREITA - sob o comando directo de Wellesley. As suas forças de manobra somavam 17.187 homens. Era constituída por:
- 4ª Divisão de Infantaria, sob comando do Tenente-general Lowry Cole, compreendia duas brigadas britânicas e uma brigada portuguesa. Esta era comandada pelo Coronel George Stubbs e era composta pelos 1&2/11th Foot (UK), os 1&2/RI 23 e Caçadores 7;
- Light Division (Divisão Ligeira), sob o comando do Major-general Charles von Alten, compreendia duas brigadas britânicas. A 1ª Brigada incluía Caçadores 3 e a 2ª Brigada incluía o RI 17 e Caçadores 1;
- Um corpo de cavalaria formado por três brigadas britânicas (a três regimentos cada) e uma brigada portuguesa, sob comando do Brigadeiro-general Benjamin D'Urban, composta por forças dos Regimentos de Dragões 1, 11 e 12;
- A artilharia compreendia quatro baterias britânicas.

COLUNA DO CENTRO-ESQUERDA - sob comando do Tenente-general Sir George Ramsey, conde de Dalhousie. As forças de manobra somavam 14.752 homens. Era constituída por:
- 3ª Divisão de Infantaria, sob comando do Tenente-general Sir Thomas Picton, compreendia duas brigadas britânicas e uma brigada portuguesa. Esta era comandada pelo Major-general Manley Power e era composta pelos 1&2/RI 9, 1&2/RI 21 e Caçadores 11;
- 7ª Divisão de Infantaria, sob comando do próprio Tenente-general Dalhousie, compreendia duas brigadas britânicas e uma brigada portuguesa. Esta era comandada pelo Major-general Carlos Frederico Lecor, e era composta pelos 1&2/RI 7, 1&2/RI 19 e Caçadores 2;
- Esta coluna não dispunha de cavalaria;
- A artilharia era formada por duas baterias britânicas.

COLUNA DA ESQUERDA - sob comando do Tenente-general Thomas Graham. As forças de manobra somavam 19.398 homens. Era constituída por:
- 1ª Divisão de Infantaria, sob comando do Major-general Kenneth Alexander Howard, compreendia duas brigadas britânicas;
- 5ª Divisão de Infantaria, sob comando do Major General John Oswald, compreendia duas brigadas britânicas e uma brigada portuguesa. Esta era comandada pelo Brigadeiro-General Frederick William Spry;
- 1ª Brigada Independente Portuguesa, sob comando do Major-general Denis Pack, era constituída pelos 1%2/RI 1, 1&2/RI 16 e Caçadores 4;
- 2ª Brigada Independente Portuguesa, sob comando do Major-general Thomas Bradford, era constituída pelos 1%2/RI 13, 1&2/RI 24 e Caçadores 5;
- Divisão de Infantaria Espanhola, sob comando do Coronel Francisco Longa;
- A artilharia era constituída por duas baterias britânicas.

Além das tropas mencionadas nesta quatro colunas, encontravam-se sob comando centralizado a reserva de Artilharia na qual se incluía uma bateria portuguesa comandada pelo Major Arriaga, as tropas de engenharia, os trens, o Estado-Maior, etc., com um efectivo que rondaria os 2.000 homens.

### Forças Francesas[5]
O exército francês encontrava-se sob comando de José Bonaparte e tinha como chefe do estado-maior o Marechal Jean Baptiste Jourdan. Era constituído por forças de quatro exércitos diferentes: L'Armée du Sud, L'Armée du Centre, L'Armée du Portugal e L'Armée du Nord. Deste último exército, comandado pelo General Bertrand Clausel, estavam presentes forças diminutas. No total, José Bonaparte dispôs na Batalha de Vitoria de um efectivo de aproximadamente 68 000 homens.

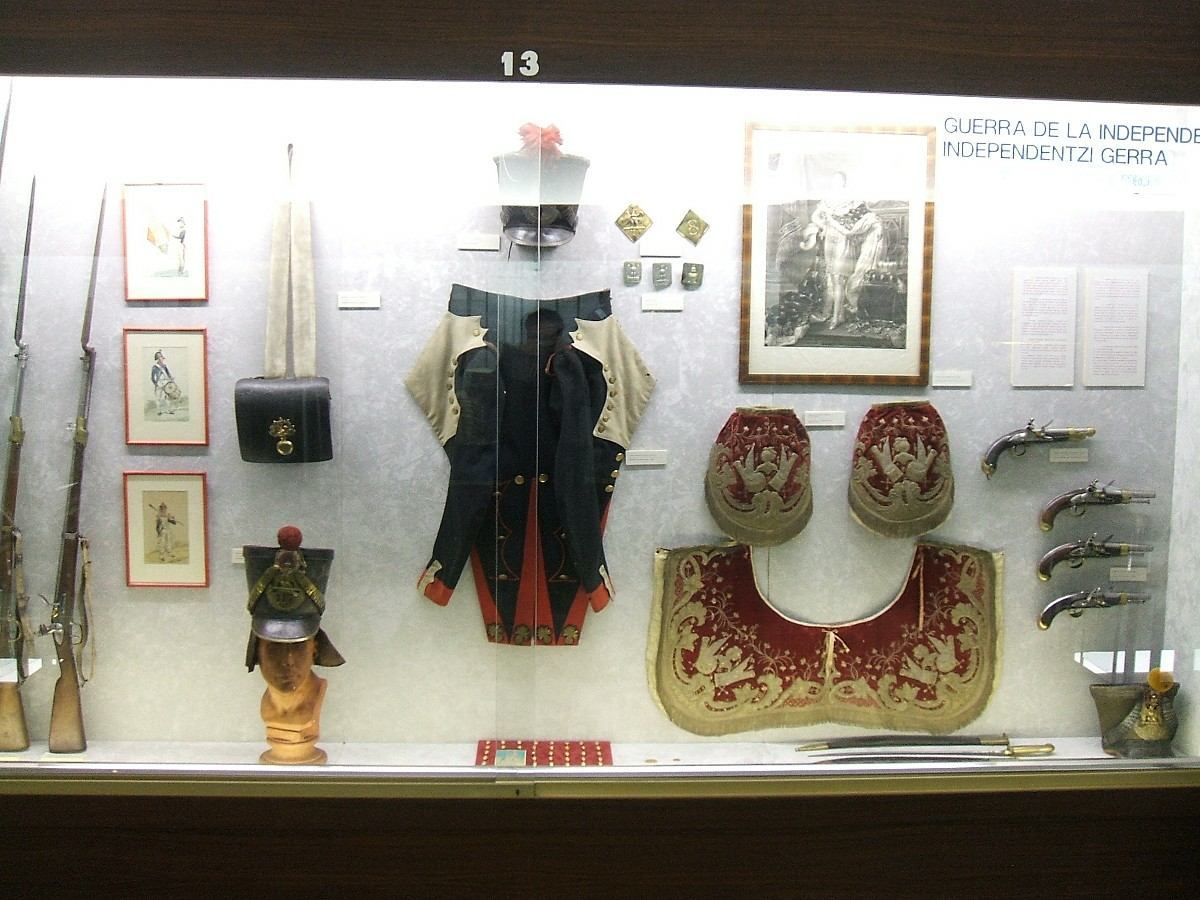
Artigos militares capturados pelos aliados depois da batalha, exibidos no Museo de Armería em Vitoria-Gasteiz.

L'ARMÉE DU SUD - sob comando do General de Divisão Honoré Théodore Maxime Gazan. Tinha um efectivo de 32 944 homens. Destes, 25 396 eram de infantaria e 5 123 eram de cavalaria. Era constituído por:
- Quatro divisões de infantaria;
- Uma brigada de infantaria independente (Brigada Maransin);
- Três divisões de cavalaria;
- Corpo de artilharia, engenharia, estado-maior, trens, etc.

L'ARMÉE DU CENTRE - sob comando do General de Divisão Jean-Baptiste Drouet d'Erlon. Tinha um efectivo de 12 023 homens. Destes, 9 681 eram de infantaria e 1 512 eram de cavalaria. Era constituído por:
- Duas divisões de infantaria, tendo a 2ª Divisão origen em L'Armée du Sud;
- Duas divisões de cavalaria;
- Corpo de artilharia, engenharia, estado-maior, trens, etc.

L'ARMÉE DU PORTUGAL - sob comando do General de Divisão Honoré Charles M. Joseph Reille. Tinha um efectivo de 17 064 homens. Destes 11 337 eram de infantaria e 3 272 eram de cavalaria. Era constituído por:
- Duas divisões de infantaria - providas da respectiva artilharia divisionária;
- Duas divisões de cavalaria;
- Reserva de artilharia, engenharia, etc.

L'ARMÉE DU NORD - deste exército estavam presentes forças de infantaria e cavalaria com um efectivo de cerca de 800 homens.
EXÉRCITO ESPANHOL DO REI JOSÉ BONAPARTE - Dividia-se em duas forças:
- Guarda - com 2 380 homens de infantaria e 425 de cavalaria;
- Tropas de Linha - com 2 070 de infantaria, 670 de cavalaria e 98 de artilharia (estes números são estimativas).

## A batalha
A coluna da direita aliada, sob comando do Tenente-general Hill, iniciou o ataque junto ao rio, em direcção às colinas de La Puebla. As forças de Hill lançaram o ataque cerca das 08h00, com a divisão de Pablo Morillo à frente  e, após um combate inicial com as forças de Maransin, apoderaram-se da linha de alturas. Aí conseguiram repelir um contra-ataque francês efectuado pela divisão de Villatte. Ficavam na posse dos aliados as colinas de La Puebla e a povoação de Subijana de Alva.

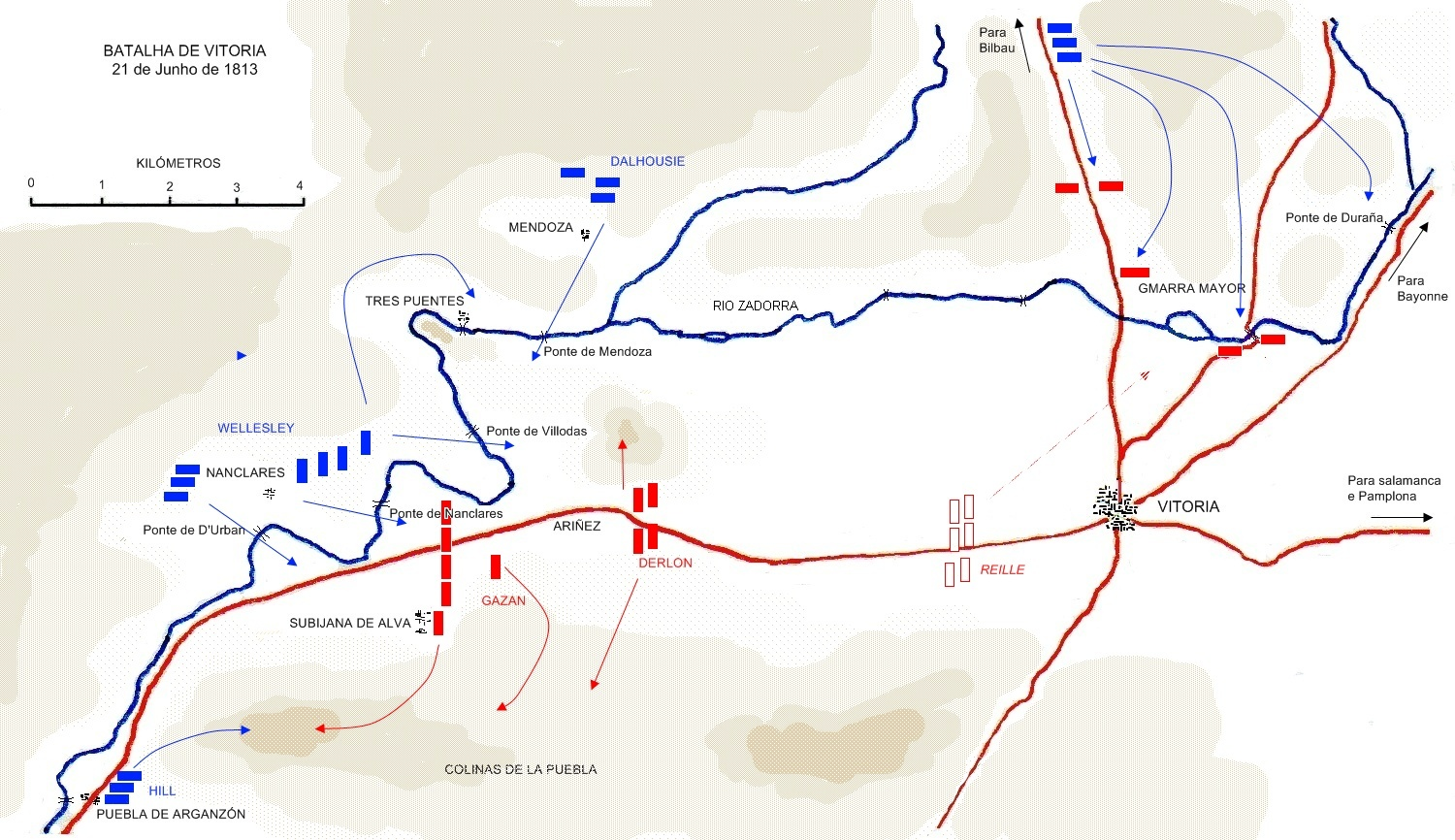
O início da batalha.

Esta posição vantajosa adquirida pelos Aliados forçou o general Gazan a empenhar aí uma parte importante das suas forças e esta situação tornou-se mais preocupante quando foram detectadas as forças de Wellesley na margem ocidental do rio, perto de Nanclares. Mas o marechal Jourdan considerou que a principal ameaça se apresentava nos terrenos altos na esquerda francesa e não considerou a possibilidade de as forças Aliadas contornarem a sua ala direita ameaçando assim a sua linha de comunicações.
O avanço das colunas do centro, que constituíam afinal a principal força de ataque, estava entretanto demorado. Por um lado, a travessia do rio teve de ser feita através das pontes e, para isso, era necessário que elas estivessem operacionais ou que estivessem na sua posse; por outros lado, este avanço devia ser feito em coordenação com o envolvimento das forças francesas, a ser efectuado pela coluna comandada pelo general Graham, a partir de Norte, sobre a estrada que vem de Bilbau.
A coluna do general Graham demorou mais tempo que o previsto e só pelo meio-dia se aproximou do rio Zadorra. Entretanto, ao primeiro sinal da presença das tropas Aliadas a Norte de Vitoria, as forças sob comando do general Reille (L’Armée du Portugal) foram enviadas para barrar o avanço aliado por aquela zona e impedir, assim, a concretização do envolvimento das forças francesas.
Estas medidas para enfrentar as forças do general Hill a Sul e as do general Graham a Norte enfraqueceram o centro do dispositivo francês. As duas colunas do centro do dispositivo dos Aliados, comandadas por Wellesley e por Dalhousie encontraram então uma resistência inferior àquela que o dispositivo inicial francês faria prever. Para tal também contribuiu o facto de as pontes se encontrarem intactas e fracamente defendidas. A maior resistência foi oferecida pela artilharia francesa mas as tropas estavam já muito desmoralizadas por uma longa retirada.
As forças do general Reille, que se opunham com algum sucesso às do general Graham, ao sentirem ameaçado o seu flanco esquerdo ameaçado pelo avanço de Wellesley, retiraram disciplinadamente e cobriram a retirada das restantes forças mas, em breve, com a estrada para Salvaterra quase bloqueada pelos trens e inúmeros carros de particulares em fuga, caíram numa completa desorganização. A fadiga provocada por uma marcha de cerca de 30 km nesse dia, a pesada chuva, mas também a indisciplina que se manifestou no desejo do saque, impediram que fosse efectuada a perseguição das forças francesas.
A batalha de Vitoria, apesar do seu carácter espectacular, não foi das mais sangrentas. Os Franceses sofreram 8 000 baixas e os Aliados 5 000. Além das perdas humanas, os Franceses deixaram no terreno toda a sua artilharia. Quando se reorganizaram, nos Pirenéus, já com as forças do general Clausel, conseguiram reunir perto de 80 000 homens embora quase sem artilharia.